# Dia Internacional per a la Tolerància
El Dia Internacional per a la Tolerància és una festivitat anual assenyalada el 16 de novembre per l'Assemblea General de les Nacions Unides amb l'objectiu de convidar als Estats Membres a vetllar i preservar la tolerància social com un valor universal.

## Institució
El 12 de desembre de 1996, a la 82a sessió plenària, l'Assemblea General de les Nacions Unides aprovà la Resolució 51/95 per la qual «convida als Estats Membres al fet que el 16 de novembre de cada any observin el Dia Internacional per a la Tolerància amb activitats adequades dirigides tant als centres d'ensenyament com al públic en general».
| «                                    | La tolerància, ni indulgència ni indiferència: respecte Les Nacions Unides s'han compromès a enfortir la tolerància mitjançant el foment de la comprensió mútua entre les cultures i els pobles. Aquest imperatiu està a la base de la Carta de les Nacions Unides i de la Declaració Universal dels Drets Humans i és més important que mai en una era en què l'extremisme i el radicalisme violents van en augment i els conflictes es caracteritzen per un menyspreu fonamental de la vida humana. El 1995, els Estats membres de l'Organització de les Nacions Unides per a l'Educació, la Ciència i la Cultura (UNESCO) van adoptar la Declaració de Principis sobre la Tolerància. La Declaració afirma, entre altres coses, que la tolerància no és indulgència o indiferència, sinó que és el respecte i el saber apreciar la riquesa i varietat de les cultures del món i les diferents formes d'expressió dels éssers humans. La tolerància reconeix els drets humans universals i les llibertats fonamentals dels altres. La gent és naturalment diversa; només la tolerància pot garantir la supervivència de les comunitats mixtes a cada regió del món. La Declaració descriu la tolerància no només com un deure moral, sinó com un requeriment polític i legal per als individus, els grups i els estats. Situa a la tolerància en el marc del dret internacional sobre drets humans, elaborats en els últims cinquanta anys i demana als estats que legislin per a protegir la igualtat d'oportunitats de tots els grups i individus de la societat. | » |
| — Organització de les Nacions Unides | |   |